# San Francisco Mime Troupe

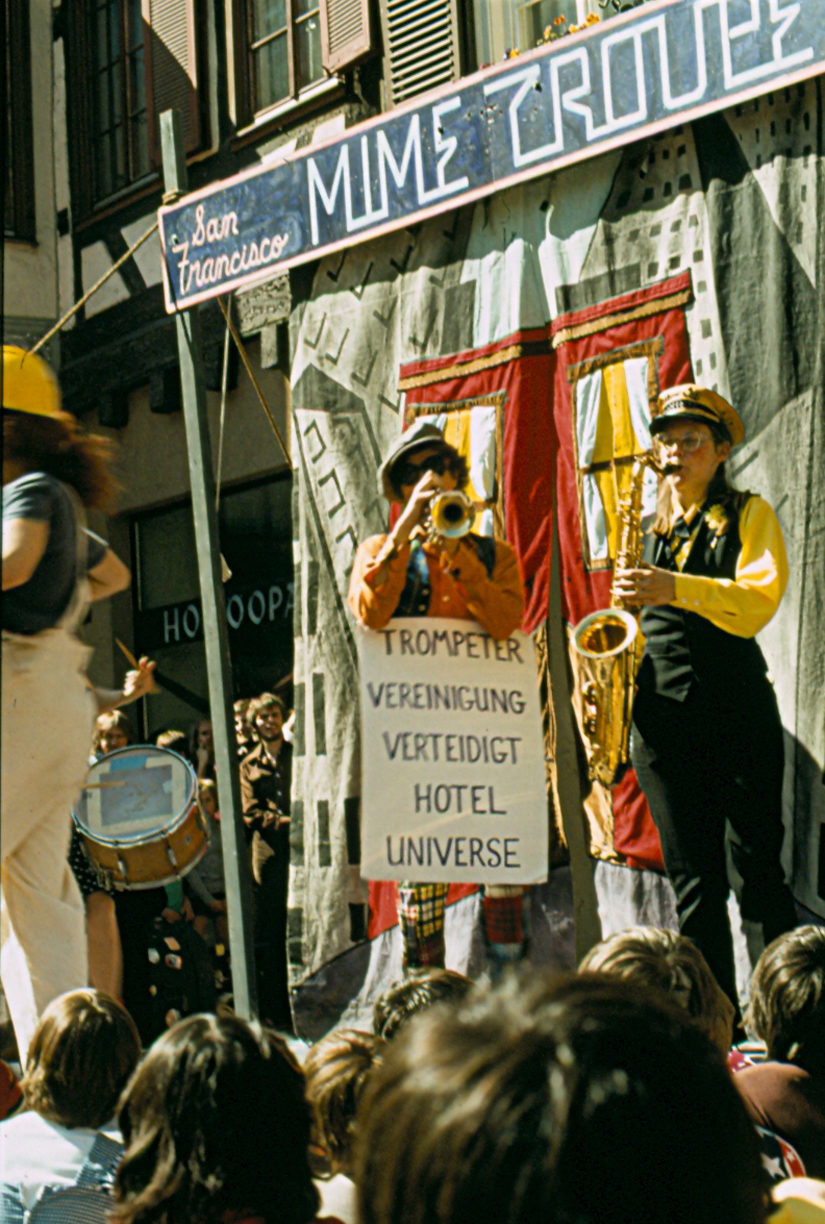
San Francisco Mime Troupe bei einer Aufführung auf dem Tübinger Marktplatz, ca. 1986

Die San Francisco Mime Troupe ist eine freie US-amerikanische Straßentheatertruppe, die sich dem politischen Theater verschrieben hat. Sie führt ihre Produktionen (ohne Eintritt) in verschiedenen Parks in der San Francisco Bay Area und in ganz Kalifornien auf. Die Truppe führt keine stumme Pantomime auf, sondern produziert jedes Jahr eine Art Musical, das Aspekte der Commedia dell’arte, des Melodrama und der Farce verbindet, um politische Themen darzustellen.

## Geschichte
Die Truppe wurde 1959 von R. G. Davis gegründet, um verschiedene theatralische Konzepte zu erproben. Sie debütierte mit Mime and Word (1959) und The 11th Hour Mime Show (1960). Schon 1961 wechselte die Gruppe ihren Stil und begann sich der Mittel der Commedia dell'Arte zu bedienen, um sich gründlicher mit politischer Unterdrückung in den USA, der entstehenden Bürgerrechtsbewegung, dem amerikanischen Militär und amerikanischen verdeckten Operationen in anderen Ländern auseinanderzusetzen.
Mitte der 1960er Jahre entwickelte sich der Stil der Truppe weiter. Sie arbeitete nun weniger in der Tradition der Commedia dell’arte und pflegte einen wilderen, satirischen Stil. Sie begann auch Elemente des Jazz in ihre Musik aufzunehmen und schließlich gehörte eine Jazzband zu der Truppe. Die Gruppe wurde durch ihre Aufführungen im Golden Gate Park (bei denen nach der Aufführung Spenden gesammelt wurden) immer bekannter und es kam zu zahlreichen Zwischenfällen mit der Polizei.
In den frühen 1970er Jahren verließ Davis die Truppe, die sich nun als Kollektiv ohne Chef formierte. In dieser Zeit produzierte die Truppe eine ihrer erfolgreichsten Shows, The Independent Female (1970). In den 1980er Jahren setzte sich die Truppe in einer Reihe von sozialistisch orientierten Produktionen mit der Regierung Reagan auseinander. In Factwino meets The Moral Majority (1981), verbreitete Factwino, ein alkoholisierter Superheld, seine Weisheiten über prominente Figuren wie Jerry Falwell. Steel Town (1984) stellte die Misere der Stahlarbeiter und die Notwendigkeit gewerkschaftlicher Solidarität dar. Für diese Produktion tourte die Truppe durch den mittleren Westen, vor allem durch Industriestädte. 1987 gewann die Truppe mit ihrem Guerillatheater den Tony Award for Excellence in Regional Theater.
Zu den neueren Produktionen der Truppe zählt Seeing Double, über eine Zwei-Staaten-Lösung im Konflikt zwischen Israel und den Palästinensern, Offshore, über die Kosten der Globalisierung, Eating It über Gentechnik und vom Gewinnstreben getriebene Wissenschaft. 1600 Transylvania Avenue, über die Verbindung der großen Konzerne und der Regierung und GodFellas, eine Farce über die Gefahren des Fundamentalismus für die Demokratie. Die 2007 entstandene Show Making a Killing hat die Kriegspropaganda und das Schicksal der Iraker, die von Uranmunition kontaminiert wurden, zum Thema.
Außer ihren Aufführungen in öffentlichen Parks unternimmt die Truppe auch nationale und internationale Tourneen, die sie durch Europa, Asien sowie Süd- und Zentralamerika führten und ihr verschiedene Auszeichnungen einbrachten. Die Gruppe bietet auch community workshops an. Es handelt sich um eine nicht gewinnorientierte Organisation. Die Saison beginnt traditionell an einem Wochenende Anfang Juli (Unabhängigkeitstag) und endet an einem Wochenende Anfang September (Labor Day).
Zu den frühen Mitgliedern der Truppe zählten Saul Landau (mit R. G. Davis Autor der Civil Rights in a Cracker Barrel: A Minstrel Show), Steve Reich, Robert Nelson, William T. Wiley, Sandra Archer, John Connell, Robert Hudson, Walley Hedrick, Judy North. 
Später Mitglieder waren unter anderem Peter Coyote, Luis Valdez, Barry Shabaka Henley, Bruce Barthol, Joan Holden, und Bill Graham.
Zurzeit besteht das San Francisco Mime Troupe Kollektiv aus Velina Brown, Ellen Callas, Christian Cagigal, Michael Carreiro, Amos Glick, Ed Holmes, Lisa Hori-Garcia, Pat Moran, Keiko Shimosato, Michael Gene Sullivan, Victor Toman.

## Produktionen
- 2019: Treasure Island
- 2018: Seeing Red
- 2017: Walls
- 2016: Schooled
- 2015: Freedomland
- 2014: Ripple Effect
- 2013: Oil & Water
- 2012: For the Greater Good, or The Last Election
- 2011: 2012 - The Musical!
- 2010: Posibilidad or Death of the Worker
- 2009: Too Big to Fail
- 2008: Red State
- 2007: Making a Killing
- 2006: Godfellas
- 2005: Doing Good
- 2004: Showdown at Crawford Gulch
- 2003: Veronique of the Mounties
- 2002: Mr. Smith Goes to Obscuristan
- 2001: 1600 Transylvania Avenue
- 2000: Eating it
- 1999: The First Forty Years
- 1999: City For Sale
- 1999: Damaged Care
- 1997: La Hembra Independencia / The Independent Female
- 1997: Killing Time
- 1997: Revenger Rat Meets the Merchant of Death
- 1997: 13 Days / Trece Dias
- 1997: Teen City
- 1996: Soul Suckers from Outer Space
- 1996: Gotta Get A Life
- 1995: Escape to Cyberia
- 1995: Coast City Confidential
- 1994: Big Wind
- 1993: Offshore
- 1992: Social Work
- 1991: Back to Normal
- 1991: I Ain't Yo Uncle
- 1990: Rats
- 1990: Uncle Tom's Cabin
- 1989: Seeing Double
- 1989: Secrets in the Sand
- 1988: Ripped Van Winkle
- 1987: The Dragon Lady's Revenge
- 1986: The Mozamgola Caper
- 1986: Hotel Universe
- 1986: Spain/36
- 1985: Crossing Borders
- 1985: Factwino: The Opera
- 1984: Steeltown
- 1983: The Uprising At Fuente Ovejuna
- 1983: Secrets in the Sand
- 1982: Factwino vs. Armagoddonman
- 1981: Factwino Meets the Moral Majority
- 1981: Americans or Last Tango in Huahuatenango (auch als: Cacao or Last Tango in Huahuatenango)
- 1981: Ghosts
- 1980: Fact Person
- 1979: We Can't Pay, We Won't Pay nach Dario Fo
- 1979: Squash
- 1979: T. V. Dinner
- 1978: Elektrobucks
- 1977: Hotel Universe
- 1976: False Promises
- 1976: Nos Enganaron
- 1975: Power Play
- 1975: Frijoles or Beans To You
- 1974: The Great Air Robbery
- 1973: The Mother
- 1973: San Francisco Scandals of 1973
- 1972: American Dreamer
- 1972: The Dragon Lady's Revenge
- 1972: High Rises
- 1972: Frozen Wages
- 1971: Clown Show
- 1971: The Dragon Lady's Revenge
- 1970: Seize the Time
- 1970: The Independent Female
- 1970: Ecoman
- 1970: Telephone Man or Ripping off Ma Bell
- 1970: Los Siete
- 1969: The Congress of Whitewashers or Turandot nach Bertolt Brecht
- 1969: The Third Estate
- 1968: Little Black Panther
- 1968: Ruzzante or the Veteran Gorilla Marching Band is Formed
- 1968: Gutter Puppets (Meter Maid)
- 1967: L'Amant Militaire
- 1967: The Minstrel Show or Civil Rights in a Cracker Barrel
- 1967: The Condemned
- 1967: The Vaudeville Show
- 1966: The Miser
- 1966: What's That Ahead?
- 1966: Jack Off!
- 1966: Film: Mirage And Centerman
- 1966: Olive Pits
- 1966: Search & Seizure
- 1965: Chronicles of Hell
- 1965: Civil Rights
- 1965: Tartuffe nach Molière
- 1965: The Exception and the Rule nach Brecht
- 1965: Candelaio
- 1964: Chorizos
- 1964: Mimes and Movie
- 1964: Event III
- 1963: Ruzante's Maneuvers
- 1963: King Ubu nach Alfred Jarry
- 1963: Film: Plastic Haircut
- 1963: Event II
- 1963: The Root
- 1962: The Dowry
- 1961: Event I
- 1961: Act Without Words
- 1961: Krapp's Last Tape nach Samuel Beckett
- 1961: Purgatory
- 1960: 11th Hour Mime Show
- 1959: Mime And Word